# مرد هاروارد
مرد هاروارد (به انگلیسی: Harvard Man) یک فیلم سینمایی آمریکایی در ژانر؛ جنایی، کمدی-درام و دلهره‌آور محصول سال ۲۰۰۱ به نویسندگی و کارگردانی جیمز توباک با بازی آدریان گرنیر، سارا میشل گلر، جوی لورن آدامز، ربکا گی‌هارت، ری آلن، و اریک استولتس است.

## داستان
داستان مربوط به دانشجو دانشگاه هاروارد آلن جنسن، که پوینت گارد تیم بسکتبال هاروارد است. وقتی خانه پدر و مادرش توسط گردباد خراب می‌شود، آلن ناامید ۱۰۰۰۰۰ دلار برای جایگزینی خانه آنها است. دوست دختر او سیندی بندولینو، که پدرش رئیس اداره جرائم سازمان‌یافته است به او نزدیک می‌شود. سیندی آلن را متقاعد می‌کند که یک بازی را برای پول خود بپردازد. او به آلن می‌گوید که پدرش پشت این معامله است، اما در واقع او برای تأمین بودجه نزد همکار پدرش، تدی کارتر و دستیار کارتر، کلی مورگان می‌رود. آنچه او نمی‌داند این است که کارتر و مورگان از عوامل مخفی FBI هستند.